# 白俄羅斯國家歌劇和芭蕾舞劇場

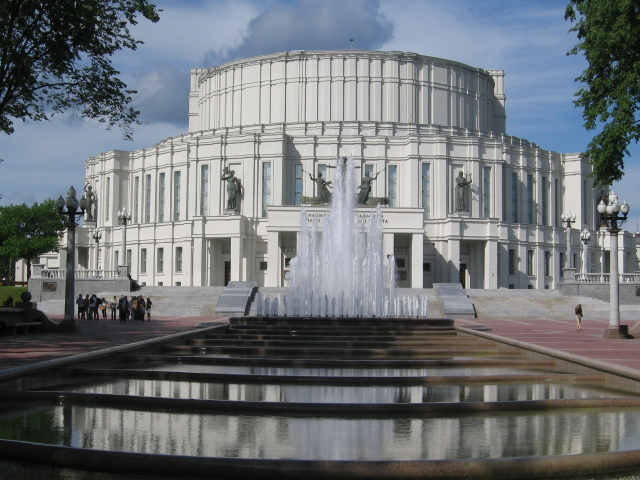

白俄羅斯國家歌劇和芭蕾舞劇場 (白罗斯语：Нацыяна́льны акадэмі́чны Вялі́кі тэа́тр о́перы і бале́та) 位於白俄羅斯首都明斯克，開業於1933年5月15日演出，現在的建築竣工於1939年。由於資金問題，現在的建築並未完全按照設計方案修建，而是有所簡化。白俄羅斯國家歌劇和芭蕾舞劇場是白俄羅斯最重要的表演場地，舉辦眾多文藝活動，被譽為灰色傳奇。